# Agustín Álvarez Wallace
Agustín Álvarez Wallace (Montevideo, 20 aprile 2001) è un calciatore uruguaiano, centrocampista dell'Unión La Calera in prestito dal Montevideo City Torque.

## Caratteristiche tecniche
È un centrocampista centrale.

## Carriera

### Club
Cresciuto nel settore giovanile del Peñarol, ha esordito in prima squadra il 27 luglio 2019 sostituendo Brian Rodríguez negli ultimi minuti dell'incontro di Primera División Profesional vinto 2-0 contro il Danubio. Il 30 settembre 2020 ha debuttato anche in Coppa Libertadores nel corso della sfida della fase a gironi vinta 3-0 contro il Colo-Colo.

### Nazionale
Ha giocato nella nazionale uruguaiana Under-20.

## Statistiche
Statistiche aggiornate al 12 giugno 2022.

### Presenze e reti nei club
| Stagione        | Squadra         | Campionato      | Campionato | Campionato | Coppe nazionali | Coppe nazionali | Coppe nazionali | Coppe continentali | Coppe continentali | Coppe continentali | Altre coppe | Altre coppe | Altre coppe | Totale | Totale | Totale |
| Stagione        | Squadra         | Comp            | Pres       | Reti       | Comp            | Pres            | Reti            | Comp               | Pres               | Reti               | Comp        | Pres        | Reti        | Pres   | Reti   |        |
| --------------- | --------------- | --------------- | ---------- | ---------- | --------------- | --------------- | --------------- | ------------------ | ------------------ | ------------------ | ----------- | ----------- | ----------- | ------ | ------ | ------ |
| 2019            | Peñarol         | PD              | 1          | 0          |                 | -               | -               |                    | -                  | -                  |             | -           | -           | 1      | 0      |        |
| 2020            | Peñarol         | PD              | 4          | 0          |                 | -               | -               | CL                 | 1                  | 0                  |             | -           | -           | 5      | 0      |        |
| 2021            | Peñarol         | PD              | 10         | 0          |                 | -               | -               | CS                 | 4                  | 0                  |             | -           | -           | 14     | 0      |        |
| 2022            | Peñarol         | PD              | 8          | 0          |                 | -               | -               | CL                 | 0                  | 0                  | SU          | 1           | 0           | 9      | 0      |        |
| Totale carriera | Totale carriera | Totale carriera | 23         | 0          |                 | -               | -               |                    | 5                  | 0                  |             | 1           | 0           | 29     | 0      |        |